# Кіріакос Піттакіс
Кіріакос Піттакіс (грец. Κυριάκος Πιττάκης, 1798, Афіни — 1863, Афіни) — грецький археолог, мікенолог. У період 1852—1859 років очолював Афінське археологічне товариство.

## Біографія
Кіріакос Піттакіс народився 1798 року в афінському районі Псирі. Брав участь у грецькій національно-визвольній війні проти Османської імперії, зокрема у складі загону, який вибивав османський гарнізон з Афінського акрополя.
1824 року він відправився на острів Керкіра, де навчався в Іонічній академії. Після здобуття Грецією незалежності 1830 р. Кіріакос Піттакіс був призначений першим у Греції Генеральним Хранителем старожитностей. В період 1837 р. до 1840 р. Кіріакос Піттакіс керував роботами з відновлення Ерехтейона. Також він започаткував кампанію зі збору епіграфічного матеріалу в Афінах, збираючи написи в церкві «Панагії Мегалі», Храму Гефеста, «Стоа Адріана» і Башти Вітрів.
1841 року Кіріакос Піттакіс провів перші розкопки в Мікенах. Саме він знайшов і відновив Левові ворота.